# 恰恩迪亚
恰恩迪亚（Chandia），是印度中央邦Umaria县的一个城镇。总人口12806（2001年）。

## 人口
该地2001年总人口12806人，其中男性6587人，女性6219人；0—6岁人口2115人，其中男1060人，女1055人；识字率52.84%，其中男性为64.57%，女性为40.42%。